# 鴨川シーワールド
鴨川シーワールド（かもがわシーワールド、Kamogawa Seaworld）は、千葉県鴨川市にある大規模な総合海洋レジャーセンターである。東条海岸と国道128号に挟まれて立地し、グランビスタ ホテル&リゾートが運営する。

## 概要
1970年10月に八洲観光株式会社が開業した。イルカやアシカなど海獣の展示飼育に力を入れ、猛獣とされていたシャチを男性が飼育調教した。シャチ以外の海獣によるパフォーマンスショーもある。
シーワールドの開園を契機に、海水浴程度の観光地であった鴨川に「鴨川グランドタワー」をはじめとするリゾートホテル、旅館、保養施設などが開業し、南房総は通年リゾート地に変貌した。シーワールド敷地内で1971年に直営ホテル「鴨川シーワールドホテル」を開業した。
1986年に八洲観光が三井観光開発（旧北炭観光、現グランビスタ）に吸収合併されて以降、同社の主要施設となった。1987年にシャチパフォーマンス専用で約2,000人収容可能なオーシャンスタジアムの新設、1996年12月に屋内水族館パノリウムをリニューアルしたエコエクアローム、1998年7月にロッキーワールドとアシカパフォーマンス専用のロッキースタジアム（約1,000人収容）の新設、2001年7月に南太平洋の魚類を展示するトロピカルアイランドとウミガメの浜の新設と、展示施設を拡大した。

## 施設

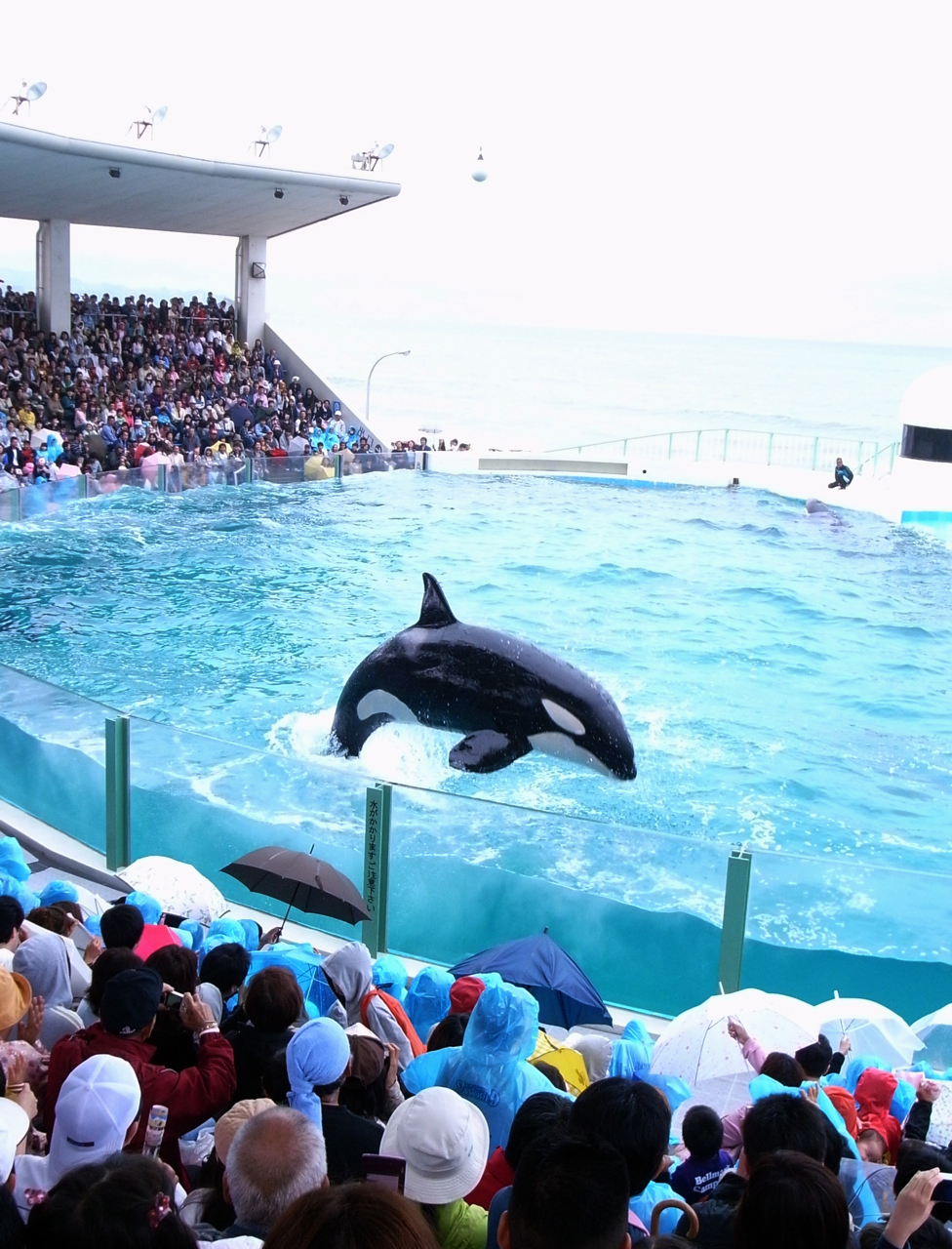
シャチパフォーマンスの様子

メインゲート
ゲート外側にギフトショップ「マリンマーケット」が併設されている。
オーシャンスタジアム
シャチのパフォーマンスが行われる。パフォーマンスではシャチが観客席に多量の水を浴びせるため、防水用のオリジナルポンチョを販売している。
スタジアムの階下にはレストラン「オーシャン」があり、シャチが水中を泳ぐ姿を見ながら食事ができる。
サーフスタジアム
ハンドウイルカのパフォーマンスが行われる。
マリンシアター
ベルーガのパフォーマンスが行われる。
ロッキースタジアム
アシカのパフォーマンスが行われる。
エコアクアローム
川の源流から海までの「水の一生」をテーマに、房総半島の川や海の生き物などを展示している。
Kurage Life（クラゲライフ）
約10種類のクラゲを展示するクラゲ専用展示施設。
トロピカルアイランド
房総半島沖を流れる黒潮の源流に位置する熱帯のサンゴ環礁の自然環境を再現している。サンゴ環礁の沖合を再現した当館最大の水槽である水深7.5mの「無限の海」が設置されている。寝袋を用いた宿泊イベント「トロピカルアイランド・ナイトステイ」が実施されることがある。アイランド左側にバザールコート「ラオイ」、フードコート「マウリ」が併設されている。
コーラルメッセージ
幅7mのデジタル水槽に自分で描いた魚を泳がせることができる参加型施設。トロピカルアイランドに併設されている。
ウミガメの浜
水槽と人工ビーチが設置されている。人工ビーチでは鴨川市周辺の海岸で保護されたアカウミガメの卵を孵化させることができる。
ペリカンの池
モモイロペリカンとコシグロペリカンが展示されている。
ロッキーワールド
太平洋の自然環境を再現している。海獣やペンギンなどを展示しており、「イルカの海」「アシカ・アザラシの海」「セイウチの海」「トドの海」「ペンギンの海」の5つの海で構成されている。「ペンギンの海」を除く水槽は、地階の水中観覧窓から水中を泳ぐ動物たちの姿を観察できるようになっている。地階には「ポーラーアドベンチャー」と「ピリカの森」が設置されている。日本初飼育のシャチ「ジャンボ(雄)」のFRP複製標本の他、シャチ、メガマウス、セイウチの全身骨格標本を展示している。
ポーラーアドベンチャー
北極圏と南極圏の海を再現している。オウサマペンギン、ジェンツーペンギン、ワモンアザラシなどを展示している。
ピリカの森
アラスカ州沿岸を再現している。エトピリカを展示している。
アシカ・アザラシの海
カリフォルニア州沿岸を再現しており、カリフォルニアアシカやゼニガタアザラシを展示しているが、カリフォルニア州沿岸には生息していないゴマフアザラシも展示している。
トドの海
千島列島を再現している。展示されている約半数のトドは2007年3月に天寿を全うした「ノサ(雄)」の子供である。
セイウチの海
アラスカ州のラウンド島を再現している。
ペンギンの海
チリ沿岸を再現している。フンボルトペンギンを展示している。
イルカの海
奄美大島の海を再現している。イルカ類の繁殖を目的としたプールで、カマイルカを飼育している。日本での飼育日数更新中（二十数年）でかつ人工授精による出産を初めて成し遂げた「スリム(雌)」とその子供が暮らしている。
鴨川シーワールドホテル
宿泊客は鴨川シーワールドに自由に入園できる。バイキングレストラン「サンクルーズ」を併設。敷地内には鴨川温泉 なぎさの湯（泉質：含硫黄-ナトリウム-塩化物・炭酸水素塩冷鉱泉）が湧出している。

## ディスカバリーガイダンス
バックヤード等を見学出来るツアーや海獣とのふれ合い体験を有料の「ディスカバリーガイダンス」として、ロッキーワールド開設時より本格的に毎日実施している。当日、園内案内所にて参加券を先着順で購入する。土休日と夏休み期間などのピーク期は人気であるため、2005年頃から開園30分前に整理券を配布し、そこからの先着順で販売するようになった。ファンクラブ組織の「ドルフィンドリームクラブ」会員は料金が優待される。予め参加券がセットされた入園券プランや鴨川シーワールドホテルの宿泊プランも設定される時もある。

### ガイドウォーキングツアー
原則1日1回実施する。ゴールデンウィーク等のピーク期には2回以上実施する場合もある。
水族館丸ごとウォッチング
エコアクアロームからトロピカルアイランドにかけて見学する。途中立ち寄るマリンシアターのバックヤードでベルーガと触れる事が出来る。
魚とのコミュニケーションタイム
エコエクアローム内を見学する。バックヤードから魚へ給餌体験ができる。

### 海獣とのふれ合い
シャチのキスプレゼント
毎回のパフォーマンス終了後にオーシャンスタジアムのステージへ参加者が入り、プールサイドに寄ったシャチが参加者へキスをしてくれる。
イルカにタッチ
毎回のパフォーマンス終了後にサーフスタジアムのステージへ参加者が入り、プールサイドに寄ったイルカに参加者が触る事が出来る。
ラブリードルフィン
ロッキーワールドの「イルカの海」内の浅瀬のプールへ参加者が入り、バンドウイルカとふれあう事ができる。バンドウイルカの妊娠・出産などに関わる配慮のため、実施が中止となる場合がある。

## 広告・タイアップなど
- テレビCMは1970年代から断続的に制作・放映している。近年[いつ?]は春から夏のレジャーシーズンに日本テレビ[2]で朝のローカル枠に放送した。グランビスタがサンケイビルに買収された2015年以降はグループ企業のフジテレビでCMが放送している。
- 開園当初に映画『ガメラ対深海怪獣ジグラ』の舞台となる。
- 2001年の映画『ウォーターボーイズ』で、「SeaWorld」としてロケーション撮影に使用され、2001年8月の夜間にロッキースタジアムで試写会が催された。
- ANA機内誌「翼の王国」2007年12月号で、シーワールドのシャチとロッキーワールドの海獣を中心とした特集が掲載された。
- 2012年の深夜アニメ『輪廻のラグランジェ』に登場している。
- 2013年にバンダイのDVD『ウルトラマンみんなでシュワッチ!海の生き物編』撮影され、飼育係も登場して初代ウルトラマンとウルトラボーイが訪れた。「ウルトラ怪獣散歩」が撮影された。
- 2021年2月に、公式テーマソングとしてDream Amiの『Wonderful world』を制作してテレビCMや園内動物パフォーマンスの挿入曲に用いた。
- 2022年2月4日の『妻、小学生になる。』（TBS金曜ドラマ）第3話が撮影された。

## シャチ
2024年5月以降は「ラビー」（メス・1998年1月11日生）、「ララ」（メス・2001年2月8日生）、「ルーナ」（メス・2012年7月19日生）の3頭を飼育している。ラビー、ララは姉妹、ルーナはラビーの娘である。名古屋港水族館では当館で生まれたアースとリンが飼育されていたが、2025年8月3日アースが急逝したことにより現在はリンのみが飼育されている。神戸須磨シーワールドではかつて当館で飼育されていたステラと当館で生まれたランが飼育されている。

## ゴマフアザラシの「カモちゃん」
2002年から2004年にかけて、多摩川から荒川に出現した野生のアゴヒゲアザラシの「タマちゃん」などと同時期の2003年冬に、シーワールドのオーシャンスタジアムからロッキーワールド前の東条海岸にアザラシが出現し、波打ち際で寝そべるなどの行動を見物人に見せていた。発見当初はシーワールドのアザラシが脱走したなどと噂されたが、実際は漂流してきた野生のゴマフアザラシであった。何時しか「カモちゃん」と名付けられた。このカモちゃんは2004年3月に姿を消したが、同年と2005年の12月頃に同じ個体が再び海岸に姿を現し、翌年3月頃まで見物人を愉しませた。シーワールドでは保護をする必要は無いと判断したが、連日観察するようになり、その様子は公式サイトで随時更新されていた。アザラシの漂着は2006年春を最後に見られていない。
2005年12月の再来時に鴨川市が「カモちゃん」の名で特別住民票の交付を開始している。

## 繁殖
これまでに魚類・ウミガメの繁殖に成功している。
2003年は出産が多く、シャチ1頭、セイウチ1頭、カスピカイアザラシ1頭、トド2頭、カリフォルニアアシカ2頭、バンドウイルカ2頭、合計9頭が誕生し、王様のブランチなど複数の情報番組やニュースで紹介された。
カリフォルニアアシカは2年に1 - 3頭程出産している。過去にトドもアシカと同じペースで出産していたが、2007年に雄の「ノサ」が死亡して以後の出産予定は無い。

### 繁殖賞受賞生物
日本動物園水族館協会 (JAZA) の繁殖賞を受賞した生物は次の通りである。プレートと受賞生物の写真がエコエクアローム内に展示されている。
- イバラタツ
- ハマクマノミ
- オーストラリアアシカ(en:Australian Sea Lion) - オーストラリア以外の施設では世界初
- セイウチ
- シャチ - 「ラビー」
- カスピカイアザラシ(en:Caspian Seal) - 「カピ」
- バンドウイルカ - 人工授精（世界5例目）
- コブダイ
- オイランヨウジ

### イルカの人工授精出産
バンドウイルカの人工授精を1982年から園内で研究を重ね、2002年に実施して10月に妊娠を確認し、2003年7月に母「スリム」が出産して「サニー」と名付けた。最期まで鳥羽山照夫（同年2月死去）の研究課題であった。2004年にJAZAの古賀賞をシーワールドでは初めて受賞した。その後も別のペアで人工授精による出産に成功している。

### シャチの出産
開園当初からシャチを飼育していた。1995年に初めて出産を迎えて「マギー（雌）」が3月3日に出産したが逆子のために30分で死亡し、1997年10月5日に出産した第2子も当日死亡、マギーも2日後に他界した。現在は、出産個体のFRP複製標本が「シャチの新生児」として箇条書きの説明プレートと共にロッキーワールド地下1階で展示している。
1997年に「ステラ（雌）」と「ビンゴ（雄）」の間で繁殖が確認され、1998年1月に第一子の「ラビー」を出産し繁殖賞を受賞した。この受賞で鴨川シーワールドの知名度が上昇して来園者数も堅調に推移した。のちに同じペアで2001年に「ララ」、2003年に「サラ」、2006年に「ラン」、計4頭の雌が誕生してパフォーマンスで活躍している。2008年10月に、10歳になったラビーと、推定23歳の「オスカー（雄）」との間に三世代目となる個体「アース（雄）」が誕生した。同ペアから2012年7月に「ルーナ（雌）」も誕生した。

### セイウチの出産
セイウチは、1983年から「ムック（雌）」と「タック（雄）」が飼育され、1994年に第一子「チャッキー（雄）」の出産に成功して繁殖賞を受賞した。その後も同じペアで1997年に「キック（雄）」、2000年に「ミック（雌）」、2003年5月に「ロック（雄）」が誕生してセイウチ一家として親しまれている。
チャッキーは1999年に死亡し、キックは2003年1月に南知多ビーチランドへ婿入りして「セイウチにタッチ！」「セイウチと記念撮影」などの人気者となっている。その後母親ムックが2003年12月に死亡するが、タックと娘ミックのペアで2007年5月に「ミナ（雌）」と2010年5月に「シュシュ（雌）」が誕生した。タックは2019年10月に死亡した。

### 生物多様性コーナー
千葉県の依頼で、シャープゲンゴロウモドキ、ニホンイシガメ、ミヤコタナゴなど千葉県に生息する国の天然記念物や絶滅危惧種などの希少種を飼育し、保護して増殖による系統保存に取り組んでいる。2010年以降は、千葉県環境生活部自然保護課および地元自治体・地元NPO・研究機関（千葉県立中央博物館）から構成される「シャープゲンゴロウモドキ保全協議会」に参加し、シャープゲンゴロウモドキの繁殖活動に取り組み、2019年4月までに約1,400頭を孵化させ、4月に県内の山間部に整備した保全地で初めて幼虫を105頭放流した。

## 交通

### 公共交通でのアクセスの場合

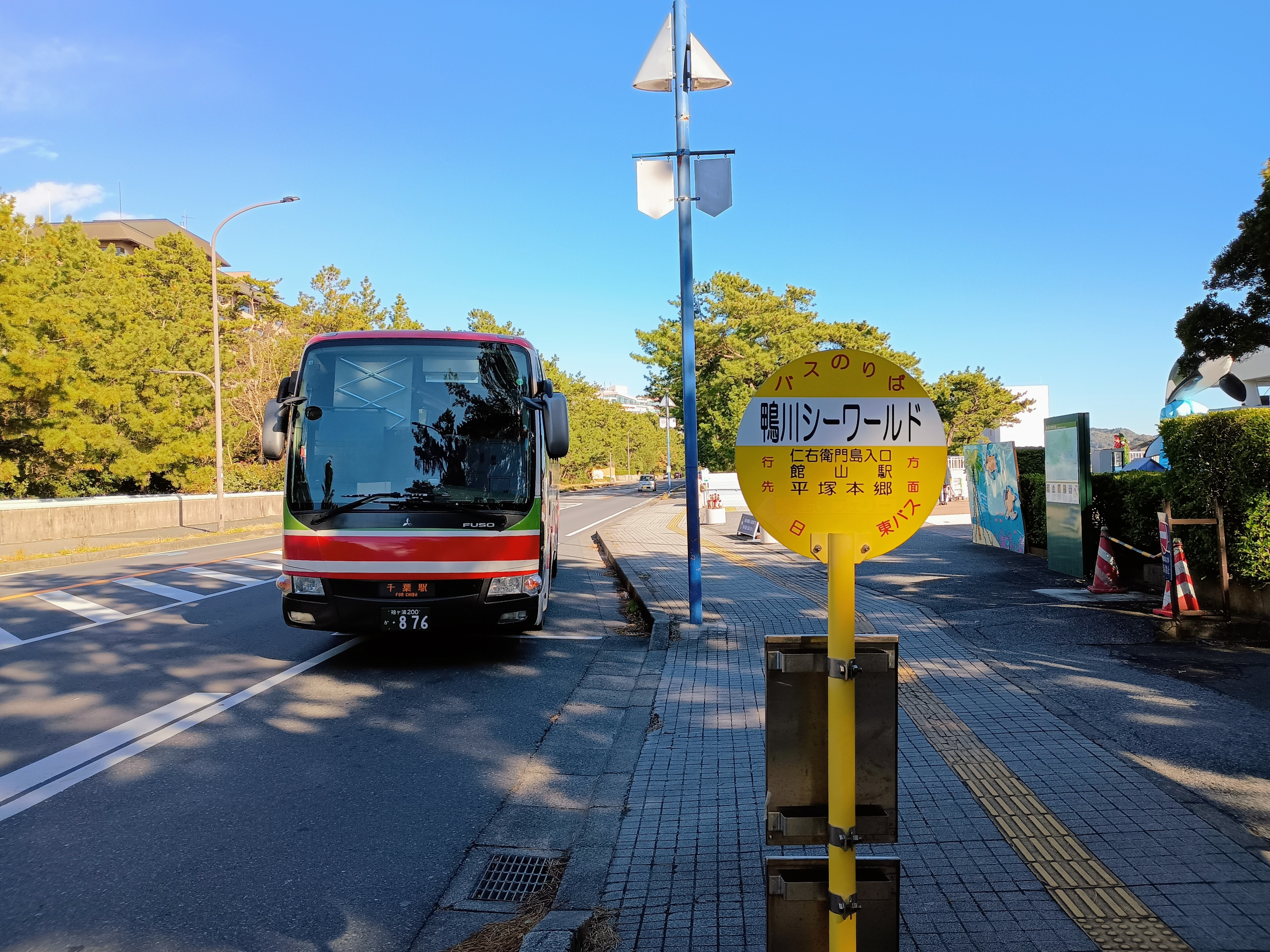
鴨川シーワールドに到着する千葉駅行き「カピーナ号」。天羽田杉浦までは一般道を走行し、途中下車も可能。

東京駅から高速バスまたは特急列車で約2時間、千葉駅からも高速バスで約2時間である（安房鴨川駅から施設までの無料送迎バスあり）。（ルートなどの詳細は各リンクを参照）
また施設前の「鴨川シーワールド」バス停には日東交通の路線バス（館山鴨川線・木更津鴨川線・長狭線・鴨川市内線）が乗り入れ、木更津駅や安房小湊駅・館山駅などからの路線バスによるダイレクトアクセスも一応可能である。

### 自家用車でのアクセスの場合
千葉市内からおよそ1時間20分、東京湾フェリーを用いた場合浜金谷港からおよそ35分。かつてはアクセスルートとなる房総スカイラインに通行料金がかかったが2013年以降実質無料となったことで車でのアクセスが向上した。駐車場の利用料金は普通車1200円/日で収容台数は1200台ほどである。

## 備考
2004年から鴨川市の成人式会場として使用されている。